# 背斑無鬚魮
背斑無鬚魮（学名：Puntius dorsimaculatus）是輻鰭魚綱鯉形目鯉科的其中一個種，分布於亞洲印尼蘇門答臘島，體長可達3.1公分，棲息在中底層水域，可做為觀賞魚。